# COMEN Cup
Der COMEN (COnfédération MÉditérranéenne de Natation) Cup ist einer der wichtigsten internationalen Jugendwettkämpfe im Synchronschwimmen. Die Teilnehmer sind zwischen 13 und 15 Jahre alt. Die teilnehmenden Nationen stammten ursprünglich hauptsächlich aus dem Mittelmeerraum, mittlerweile sind aber auch regelmäßig Mannschaften aus Mitteleuropa oder Übersee vertreten.

## Teilnehmer
Im Jahr 2007 waren die teilnehmenden Nationen Ägypten, Deutschland, Finnland, Frankreich, Griechenland, Israel, Italien, Kroatien, Liechtenstein, Österreich, Portugal, Russland, San Marino, Schweiz, Serbien, Slowakei, Spanien, Tschechien, Türkei, Ungarn, Vereinigte Staaten von Amerika und Belarus.

## Historie
| Nr. | Veranstaltungsort   | Land         | Zeitraum      | Jahr |
| --- | ------------------- | ------------ | ------------- | ---- |
| 13. | Felgueiras          | Portugal     | 7.–10. August | 2003 |
| 14. | Shorouk City, Kairo | Ägypten      | 5.–8. August  | 2004 |
| 15. | Heliopolis, Athen   | Griechenland | 4.–7. August  | 2005 |
| 16. | Sevilla             | Spanien      | 2.–6. August  | 2006 |
| 17. | Genf                | Schweiz      | 1.–5. August  | 2007 |